# Girl Crazy
 Girl Crazy és una pel·lícula musical estatunidenca de Norman Taurog i Busby Berkeley, estrenada el 1943.

## Argument
Danny Churchill és un jove de família rica que només pensa en les noies, per la qual cosa el seu pare decideix enviar-lo a un institut masculí al mig del desert, on se suposa que no hi haurà noies a la vista. Cosa completament certa si no comptem la filla del director.

## Repartiment
- Mickey Rooney: Danny Churchill Jr.
- Judy Garland: Ginger Gray
- Gil Stratton: Bud Livermore
- Robert E. Strickland: Henry Lathrop
- Rags Ragland: 'Rags'
- June Allyson: Cantant
- Nancy Walker: Polly Williams
- Guy Kibbee: Dean Phineas Armour
- Frances Rafferty: Marjorie Tait
- Henry O'Neill: Mr. Danny Churchill Sr.
- Howard Freeman: Governador Tait
- Tommy Dorsey i la seva orquestra